# S.L. c. Commission scolaire des Chênes
S.L. c. Commission scolaire des Chênes est un arrêt important de la Cour suprême du Canada rendu le 17 février 2012 en matière de liberté de religion. 

## Les faits
Des parents chrétiens ont intenté un procès contre une commission scolaire dans la région de Drummondville qui refusait à des parents d'exempter leurs enfants du cours Éthique et culture religieuse (ECR) conformément à l'article 222 de la Loi sur l'instruction publique du Québec. Le cours ECR suit une philosophie que l'État qualifie de « pluralisme normatif ». Il vise à exposer les jeunes Québécois à une panoplie de croyances diverses dans une perspective pluraliste. Les parents qui ont intenté la poursuite étaient plutôt d'avis que cela portait atteinte à leur droit d'éduquer leurs enfants conformément à leurs croyances. 

## Historique judiciaire antérieur

### Jugement de première instance
On retrouvera un compte rendu exhaustif du procès : compte rendu des quatre jours de procès de première instance, requête des parents, expertises des parents, plaidoiries des deux parties par écrit et réplique des parents.
La décision de première instance a été défavorable aux parents, on lira ici les deux parties du juge Dubois de la Cour supérieure du Québec, parti 1 et partie 2.
L'affaire a été entendue en appel. Pour un compte rendu de l'audience de recevabilité, lire les Motifs d'inscription en appel et la Requête en rejet d'appel de la procureure générale du Québec.

### Jugement de Cour d'appel
La Cour d'appel du Québec a refusé d'entendre les parents parce que pour les trois juges l'affaire était devenue théorique : 

« [10] Deuxièmement, il appert qu’à ce stade du litige, et en fait, ni l’un ni l’autre des deux enfants n'est assujetti à l’obligation de suivre le cours Éthique et culture religieuse : […] et le second, qui est inscrit dans un établissement privé, est exempté de suivre le cours en question. »

 Puis au paragraphe [13] : 

« [13] En outre, dans les faits, le problème ne se pose plus à l’égard des enfants des appelants puisque ni l’un ni l’autre n'est maintenu tenu de suivre cet enseignement. »

 La Coalition pour la liberté s'est réjouie de la reconnaissance de l'exemption des enfants au privé tout en considérant aller en Cour suprême pour que ce droit soit reconnu également dans les écoles publiques. L'Association des parents catholique du Québec a également décrit cet arrêt comme « une brèche pour l'école privée à étendre à l'école publique ».

## Jugement de Cour suprême
L'affaire a été portée devant la Cour suprême du Canada, laquelle a accepté le 21 octobre 2010 d'entendre le pourvoi des demandeurs.
L'affaire a été entendue le mercredi 18 mai 2011 par le plus haut tribunal du Canada. La Cour suprême a publié sur son site un résumé des questions de droit en jeu selon elle. Le mémoire des parents se retrouve ici.
Dans son jugement La Cour suprême a conclu que le cours ECR ne violait pas la liberté de religion car exposer les enfants au pluralisme et à différentes croyances religieuses n'est pas attentatoire à cette liberté.

## Parties intervenantes
Outre les parties à l'origine de cette affaire, huit parties supplémentaires se sont vu accorder le statut d'intervenant (une référence suit chaque nom et renvoie au mémoire de ladite partie) :
1. Alliance des chrétiens en droit[14];
2. Association canadienne des libertés civiles[15];
3. Coalition pour la liberté en éducation[16];
4. Alliance évangélique du Canada[17];
5. Regroupement chrétien pour le droit parental en éducation[18];
6. Conseil canadien des œuvres de charité chrétiennes[19];
7. Fédération des commissions scolaires du Québec[20] (n'a pas plaidé);
8. Association canadienne des commissaires d'écoles catholiques[21].

L'Alliance évangélique du Canada a produit une FAQ en termes simples, mais en anglais qui explique ce qu'elle perçoit comme les questions en jeu et comment cette affaire diffère de celle de Loyola.
Deux comptes rendus de l'audience ont été publiés, l'un en anglais est paru dans le Catholic register, l'autre plus détaillé et en français produit par un parent en faveur du droit d'exemption.